# 植生带
植生带是将植物种子固定在无纺布、木浆纸等带基材料上，用于草坪种植、边坡绿化等的一类产品。现代城市规划中所用的带基材料是网状纤维，可以更好地防止水土流失，而且带基材料均为可降解材料，不会污染环境。由于网状纤维整齐排列，植被可以整齐生长，因此不会互相争抢生存空间，使草坪显得美观。
现在，植生带广泛应用於城市、岩石、沙地、坡地等环境。